# 义川郡
义川郡，西魏设置的郡，与东义州同治卢氏县（今河南卢氏县城关镇），领卢氏、长渊、朱阳等县。北周因之。隋文帝开皇三年（583）废除义川郡。